# Họ Cá rồng
Họ Cá rồng, là một họ cá xương nước ngọt với danh pháp khoa học Osteoglossidae, đôi khi còn gọi là "cá lưỡi xương" (cốt thiệt ngư). Trong họ cá này, đầu của chúng nhiều xương và thân thuôn dài được che phủ bằng các vảy lớn và nặng, với kiểu khảm ống. Các vây lưng và vây hậu môn có các tia vây mềm và dài, trong khi vây ức và vây bụng lại nhỏ. Tên gọi 'cá lưỡi xương' có nguồn gốc từ xương dạng răng trên phần sàn của miệng ('lưỡi'), được trang bị cùng các răng và ngoạm vào các răng ở phần trên trần của miệng. Cá có thể thu được oxy từ không khí bằng cách hít nó vào trong bong bóng, được bao bọc bằng các mao mạch tương tự như phổi. Cá hải tượng (Arapaima gigas) là "cá thở không khí cưỡng bách".

## Phân loại
Họ Cá rồng là họ cá nguyên thủy (cơ sở) có từ hạ Đệ Tam và được đặt trong một bộ cá vây tia có danh pháp Osteoglossiformes. Hiện tại còn 10 loài còn sinh tồn đã được miêu tả: 3 từ Nam Mỹ, 1 từ châu Phi, 4 từ châu Á và 2 từ Australia.
Họ Osteoglossidae là họ cá nước ngọt duy nhất được tìm thấy ở cả hai bên của đường Wallace. Điều này có thể giải thích bằng thực tế là cá rồng châu Á (S. formosus) đã phân nhánh ra khỏi hai loài ở Australia từ chi Scleropages là S. jardinii và S. leichardti vào khoảng 140 triệu năm trước (Ma), chứng tỏ một điều rằng các dạng cá rồng châu Á đã được lan truyền tới châu Á theo đường qua tiểu lục địa Ấn Độ.

## Hành vi
Họ cá rồng là các động vật ăn thịt, thông thường chuyên ăn nổi bề mặt. Chúng nhảy rất tốt; có thông báo cho rằng các loài trong chi Osteoglossum có thể nhảy cao tới 2 m (khoảng gần 7 ft) trên mặt nước để bắt côn trùng và chim đậu trên các cành cây ở Nam Mỹ, vì thế chúng còn được gọi là "khỉ nước". Người ta cũng đồn đại rằng cá rồng có thể bắt những con mồi lớn như những con dơi đang bay hay các con chim nhỏ. Tất cả các loài đều to lớn, và cá hải tượng (Arapaima) có thể cạnh tranh chức vô địch thế giới cho các loài cá nước ngọt. Các loài cá rồng thông thường dài khoảng 0,9-1,2 m (3–4 ft), nhưng điều này chỉ tin tưởng được trong phạm vi con người nuôi thả.
Một vài loài trong chi Osteoglossum thể hiện sự chăm sóc tới con cái. Chúng làm tổ và bảo vệ các con non sau khi sinh ra. Một số loài là ấp trứng bằng miệng, cá bố mẹ đôi khi giữ hàng trăm trứng trong miệng của chúng. Các con non có thể thực hiện vài chuyến bơi thăm dò ra bên ngoài miệng của cha mẹ chúng trước khi rời xa vĩnh viễn.

## Các loài
Họ này chứa hai phân họ là Heterotidinae (3 loài, khi tách ra thì là họ Arapaimidae) và Osteoglossinae (8 loài) đã biết.
- Phân họ Heterotidinae
  - Chi Arapaima
    - Arapaima gigas (Cuvier, 1829): Cá hải tượng. Nguồn gốc Nam Mỹ
    - Arapaima leptosoma D. J. Stewart, 2013[5]

  - Chi Heterotis
    - Heterotis niloticus (Cuvier, 1829): Cá rồng châu Phi, khổng tượng châu Phi, rồng đen châu Phi. Nguồn gốc châu Phi
- Phân họ Osteoglossinae
  - Chi Osteoglossum (Cuvier, 1829)
    - Osteoglossum bicirrhosum (Cuvier, 1829): Cá ngân long, cá rồng đen. Nguồn gốc Nam Mỹ
    - Osteoglossum ferreirai Kanazawa, 1966: Cá hắc long, cá rồng đen. Nguồn gốc Nam Mỹ.

  - Chi Scleropages
    - Scleropages aureus (Pouyad, Sudarto & Teugels, 2003): Kim long hồng vĩ. Nguồn gốc châu Á
    - Scleropages formosus (Schlegel & Müller, 1844): Cá rồng châu Á, cá mơn, cá thanh long. Nguồn gốc châu Á
    - Scleropages inscriptus Roberts, 2012: Lưu vực sông Tananthayi hay Tenasserim ở Myanma.
    - Scleropages jardinii (Saville-Kent, 1892): Cá trân châu long, kim long Úc, châu long Úc rằn. Nguồn gốc Australia
    - Scleropages legendrei (Pouyad, Sudarto & Teugels, 2003): Cá huyết long, cá rồng đỏ. Nguồn gốc châu Á.
    - Scleropages leichardti Günther, 1864: Cá hồng điểm long, châu long Úc đốm sao. Nguồn gốc Australia
    - Scleropages macrocephalus (Pouyad, Sudarto & Teugels, 2003): Cá thanh long Borneo, kim long Indonesia. Nguồn gốc châu Á.

Nghiên cứu di truyền học gần đây chỉ ra rằng nhánh dẫn tới cá hải tượng và cá rồng châu Phi đã phân nhánh vào khoảng 220 Ma, trong Trias muộn; nhánh dẫn tới ngân long và hắc long của Nam Mỹ đã rẽ nhánh khoảng 170 Ma, trong Trung Trias. Nhánh dẫn tới các loài cá rồng Australia phân nhánh ra khỏi nhánh dẫn tới các loài cá rồng châu Á vào khoảng 140 Ma, trong Tiền Phấn Trắng.

## Hóa thạch
Có ít nhất là 5 loài cá cổ, chỉ được biết đến từ các hóa thạch, cũng được phân loại vào họ Osteoglossidae; chúng có niên đại vào khoảng cuối kỷ Phấn Trắng. Các hóa thạch khác có niên đại xa hơn tới cuối kỷ Jura hay đầu kỷ Phấn Trắng nói chung được coi là thuộc về siêu bộ cá rồng (Osteoglossomorpha). Các hóa thạch của cá dạng cá rồng được tìm thấy trên mọi châu lục, ngoại trừ châu Nam Cực.
- Chi Brychaetus: Brychaetus muelleri (Agassiz, 1845) được biết có từ cuối kỷ Phấn Trắng tới đầu thế Paleocen. Các hóa thạch của nó được tìm thấy tại châu Âu, Bắc Mỹ, và Bắc Phi. Loài cá nước ngọt này có các răng rất dài và cùn. Platops và Pomphractus là các danh pháp đồng nghĩa.[7]
- Chi Joffrichthys: Chi tại Bắc Mỹ này có 2 loài là J. symmetropterus và J. triangulpterus. Loài thứ hai có từ thế Paleocen tại tằng hệ Sentinel Butte ở Bắc Dakota, Hoa Kỳ[8]
- Chi Phareodus: Chi này có ít nhất 2 loài là P. testis (Leidy, 1873) và P. encaustus. Các đại diện được biết đến có từ giữa thế Eocen tới thế Oligocen ở Australia và Bắc Mỹ, bao gồm tằng hệ sông Green tại Wyoming, Hoa Kỳ[7] P. testis là loài cá nước ngọt với bề ngoài hình ô van, đầu nhỏ, mõm hơi nhọn. Vây lưng và vây hậu môn nằm ở phía sau, với vây hậu môn lớn hơn. Vây đuôi hơi chẻ. Vây bụng nhỏ nhưng dài còn vây ngực thì hẹp. Từ đồng nghĩa Dapedoglossus.[7]

## Trong bể cảnh
Các loài cá rồng có xu hướng hợp thành bầy khoảng 5-8 con. Nên giữ chúng trong bể với thể tích tối thiểu là 750 lít (240 gallon) cho con đầu tiên với lọc nước tốt, và thêm khoảng 100 lít bổ sung nữa cho mỗi con kế tiếp. Một vài loài cá có thể thích hợp để nuôi cùng cá rồng là cá còm (Chitala ornata), cá chim trắng (vài chi của họ Serrasalminae), cá tai tượng Phi châu (Astronotus ocellatus), cá tỳ bà (cá lau kính) (Hypostomus plecostomus), jaguar cichlid (Parachromis managuensis), cá kim cương (Aequidens rivulatus), Cá sấu hỏa tiễn (Lepisosteidae) và bất kỳ loài cá bán-hung dữ nào khác, đủ lớn để cá rồng không thể ăn được.
Các loài cá rồng từ Australia (S. jardinii và S. leichardti) nên nuôi giữ trong bể riêng.

## Văn hóa dân gian
Đối với người Trung Hoa và các nền văn hóa tương tự, rồng là biểu tượng của may mắn và thịnh vượng. Trong mắt của người Trung Hoa, cá rồng là biểu hiện và sự uy nghi của rồng, đặc biệt là các vảy lớn và râu. Cá rồng cũng được sử dụng trong phong thủy nhằm mang lại may mắn và giàu có.